# Aedes arabiensis
Aedes arabiensis är en tvåvingeart som först beskrevs av William Hampton Patton 1905.  Aedes arabiensis ingår i släktet Aedes och familjen stickmyggor. Inga underarter finns listade i Catalogue of Life.